# 히이촌
히이촌(일본어: 斐伊村)은 일본 시마네현 오하라군에 설치되었던 촌이다. 현재의 운난시에 해당한다.